# Mijo Chacko Kurian
Mijo Chacko Kurian (* 16. Juli 1995) ist ein indischer Leichtathlet, der sich auf den 400-Meter-Lauf spezialisiert hat.

## Sportliche Laufbahn
Erste internationale Erfahrungen sammelte Mijo Chacko Kurian im Jahr 2023, als er bei den Asienmeisterschaften in Bangkok mit der indischen 4-mal-400-Meter-Staffel in 3:01,80 min gemeinsam mit Amoj Jacob, Muhammed Ajmal Variyathodi und Rajesh Ramesh die Silbermedaille hinter dem Team aus Sri Lanka gewann. Im Oktober verhalf er dem Team bei den Asienspielen in Hangzhou zum Finaleinzug und trug damit zum Gewinn der Goldmedaille bei.
2022 wurde Kurian indischer Meister in der 4-mal-400-Meter-Staffel.

## Persönliche Bestzeiten
- 200 Meter: 21,45 s (−0,8 m/s), 9. September 2022 in Jalahalli
- 400 Meter: 46,10 s, 7. September 2022 in Jalahalli